# Porto Harcourt
Porto Harcourt (em inglês: Port Harcourt; em naijá: Potakot; em icuerré: Ugwuocha; em ibo: Ígúọ́cha; lit. Colina de homens brancos) é a capital e a maior cidade do estado de Rios, na Nigéria. Fundada em 1912 pelos britânicos, está no sudeste do país. Segundo estimativas de 2016, abriga 2 075 000 habitantes que estão distribuídos em 158 quilômetros quadrados.